# 黛まどか
黛まどか（まゆずみ まどか、1962年（昭和37年）7月31日 - ）は、日本の俳人。
本名は黛 円（読み同じ）。父は俳人の黛執。
杉田久女に感銘を受け句作を始め、第一句集『B面の夏』(1994年)が話題になる。現代を鮮やかに切り取り、新しいスタイルの俳句を生む。句集に『花ごろも』(1997年)、『忘れ貝』(2006年)、『てっぺんの星』(2012年)など。

## 人物・来歴
神奈川県足柄下郡湯河原町出身。1983年（昭和58年）フェリス女学院短期大学卒業。富士銀行勤務時代に杉田久女を知り俳句の世界に魅了される。1988年（昭和63年）「東京きものの女王」を受賞する。1990年（平成2年）俳句結社「河」に入会し、吉田鴻司に師事する。 1994年（平成6年）「B面の夏」50句で第40回角川俳句賞奨励賞を受賞、初の句集『B面の夏』を出版する。同年、女性のみの俳句結社「東京ヘップバーン」を立ち上げる。1996年（平成8年）女性会員による俳誌『月刊ヘップバーン』を創刊、代表となる。
1999年（平成11年）サンティアゴ・デ・コンポステーラの巡礼路約900kmを徒歩で踏破。2001年（平成13年）から翌年にかけて韓国釜山からソウルまでを徒歩で踏破する。2002年（平成14年）句集『京都の恋』で第2回山本健吉文学賞を受賞する。2006年（平成18年）『月刊ヘップバーン』を通算100号で終刊。2010年より1年間、文化庁文化交流使としてフランスにて俳句を指導する。
2022年12月時点で、日本再発見塾呼びかけ人代表、公益財団法人東日本鉄道文化財団評議員、国立新美術館評議員、文化庁文化審議会臨時委員、公益社団法人日本ユネスコ協会連盟未来遺産運動賛同人、NPO法人日本カミーノ・デ・サンティアゴ友の会理事、岐阜県大垣市「奥の細道むすびの地記念館名誉館長、福島県飯舘村までい大使、株式会社ワコールホールディングス顧問、京都橘大学客員教授、北里大学客員教授、昭和女子大学客員教授を務める。
現代俳句を代表する女流俳人の一人であり、おしゃれ吟行会など数多くのイベントの選者を務めている。坂東三津五郎、辰巳琢郎、藤原正彦、わたせせいぞう、増田明美など著名人が名を連ねた会員制句会「百夜句会」（全99回で終了）の主宰でもあり、新藤晴一（ポルノグラフィティ）と長谷川京子はこの句会がきっかけとなって結婚に至った。
教育出版の小学校国語教科書6年上に「薫風」という随筆が掲載されている。

## 作品

### 句集
- 『B面の夏』（1994年　角川書店）のち文庫
- 『夏の恋 俳句写本』沢渡朔写真（1996年　学習研究社）
- 『花ごろも』（1997年　PHP研究所）
- 『くちづけ』（1999年　角川春樹事務所）
- 『京都の恋』岡田克敏撮影（2001年　PHP研究所）
- 『忘れ貝』（2006年　文學の森）
- 『あなたへの一句』バジリコ 2008
- 『てっぺんの星 句集』（2012年　本阿弥書店）
- 『北落師門』（2022年　文學の森）

### 著書
- 『聖夜の朝』（1996年　朝日新聞社）のち講談社文庫
- 『恋する俳句』（1998年　小学館）のち文庫
- 『ら・ら・ら「奥の細道」』（1998年　光文社）
- 『ここにあなたのいる不思議』（1999年　PHP研究所）
- 『星の旅人－スペイン「奥の細道」』（2000年　光文社）のち角川文庫
- 『サランヘヨ－韓国に恋をして』（2003年　実業之日本社）
- 『心に残る手紙の書きかた』（2004年　集英社be文庫）
- 『コレカラカマクラ物語。』原田寛写真、冬花社 2004
- 『知っておきたい「この一句」』（2004年　PHPエル新書）のち文庫
- 『17音の交響曲（シンフォニー）』（2005年　東京書籍）
- 『文豪、偉人の「愛」をたどる旅』集英社 2009
- 『その瞬間 創作の現場ひらめきの時』角川学芸出版 2010
- 『引き算の美学 もの言わぬ国の文化力』（2012年　毎日新聞社）
- 『うた、ひとひら』新日本出版社 2014
- 『奇跡の四国遍路』（2018年　中公新書ラクレ）
- 『暮らしの中の二十四節気　丁寧に生きてみる』（2021年　春陽堂書店）

### 共編著
- 『東京ヘップバーン』編著 メディアファクトリー 1995
- 『一句、ください。 第11回「海の祭典」記念海の一句公募句集』編 学習研究社 1996
- 『モナリザの告白 ダ・ヴィンチ俳句傑作選集』鈴木真砂女共選 リクルートダ・ヴィンチ編集部 1996
- 『恋がすべて』鈴木真砂女共著 PHP研究所 1997
- 『芭蕉への手紙 「伊勢志摩国立公園指定50周年・吉野熊野国立公園指定60周年」記念三重県「旅の一句」公募句集』編 学習研究社 1997
- 『愛の歳時記』編著 1999 角川mini文庫
- 『道の一句』三重県俳句協会共編 PHP研究所 1999
- 『祭の一句』三重県俳句協会共編 PHP研究所 2000
- 『看護実感十七文字 看護のこころ春夏秋冬』選・監修 日本看護協会出版会 2003
- 『古寺巡礼京都 新版 三千院』小堀光詮共著 淡交社 2006
- 『ニュージーランド 真夏の聖夜の旅』編著 若林直樹写真 東京書籍 2008
- 『俳句脳 発想、ひらめき、美意識』茂木健一郎共著 角川oneテーマ21 2008
- 『言葉で世界を変えよう 万葉集から現代俳句へ』茂木健一郎共著 東京書籍 2010
- 『まんかいのさくらがみれてうれしいな 被災地からの一句』編 バジリコ 2012

### 翻訳
- ユン・クビョン文、イ・テス（朝鮮語版）絵「韓国の四季の絵本」小倉紀藏共訳 平凡社 2003

秋　おおいそがし、こいそがし』
冬　さいごにのこるの、だあれだ
春　スニちゃん、どこゆくの
夏　つまんなくってさ

### その他
- 北里大学校歌「生命の北辰（いのちのほくしん）」を作詞（2012年　作曲・編曲 千住明）[6]

## メディア出演
- 武田信玄（NHK大河ドラマ・1988年）ふみ役
- さすらい刑事旅情編II 第6話「特急ひたち・送られてきた婚約指輪」（テレビ朝日、1989年）
- 歌が生まれるとき（NHK BS2、1998年）
- アンニョンハシムニカ・ハングル講座（NHK教育テレビ、2002年度生徒）
番組では生徒として学ぶだけでなく、俳句を朝鮮半島の言語で表現するという取り組みも行った。
- ニューイヤー駅伝（TBSテレビ、毎年元日）
駅伝や陸上競技にちなんだ俳句を紹介するという変わった取り組みを行っている。以前は視聴者からも募集していたが、2007年は世界陸上が大阪で開かれることもあり、大会出場が有力視されている日本の陸上トップ選手の俳句を紹介した。
- 世界ウルルン滞在記（TBSテレビ、準レギュラー）
- 趣味悠々・おくのほそ道を歩こう（NHK教育テレビ、2007年）
- 地球街道(テレビ東京)2007年3月24日トルコ俳句紀行　〜十七文字のイスタンブール〜
- 地球街道(テレビ東京)2007年3月31日 トルコ俳句紀行 〜神秘の大地カッパドキア〜
- ねぎぼうずのあさたろう（テレビ朝日、2008年）びわの実のまどか役
- あなたの駅前物語（テレビ朝日、2017年4月6日 - ）ナレーター
- 「黛まどか Color of the season」(NACK5)
- 黛まどかのみんなにエール!（文化放送）